# El Hormiguero (Cali)
El Hormiguero es un corregimiento en el sureste del distrito de Santiago de Cali. Limita al norte con el corregimiento de Navarro y la cabecera municipal, al oeste con el corregimiento de Pance, al este con los municipio vecino de candelaria y al sur con el municipio de Jamundí. Es uno de los corregimientos más extensos.

## División territorial
El corregimiento está compuesto por su centro poblado cabecera (la cual le da el nombre al corregimiento) y las veredas:
- El Hormiguero
- Flamenco
- Morgan
- Cascajal I
- Cascajal II
- Pízamos.

## Demografia
La zona del Hormiguero empezó a poblarse alrededor del año 1990 con gente proveniente del norte del Cauca, sur del Chocó y Nariño.